# 淮阳公主 (唐穆宗之女)
淮阳公主（?—?），唐朝公主，是中国唐朝第十六代皇帝唐穆宗李恒的八女之一。
淮阳公主嫁给柳正元，唐文宗开成五年（840年）正月，时任闲厩宫苑使的柳正元上书指政事弊端，后来担任大理评事。 